# Wicht (Adelsgeschlecht)
Von Wicht (ursprünglich tho Wicht[e] oder to Wichte) ist der Name einer ostfriesischen Adelsfamilie, die ursprünglich in Lintel bei Norden sesshaft war und deren Stammvater Ihmel tho Wichte in der zwischen Berumbur und Arle gelegenen Bauerschaft Wichte (heute Ortsteil des Fleckens Hage) seinen befestigten Wohnsitz hatte. Im Laufe der Jahrhunderte sind aus der Familie, die mit dem Genossenschaftsverband der Theelacht verbunden war, eine Reihe nicht unbedeutender Droste, Bürgermeister, Juristen, Historiker und Schriftsteller hervorgegangen.

## Geschichte
Der Historiker Enno Johann Heinrich Tiaden (1722–1781) bezeichnete in seinem Werk Das Gelehrte OstFriesland „das Geschlecht derer von Wicht“ als eines „der ältesten und sehr angesehenen“ ostfriesischen Geschlechter. Sowohl von der väterlichen als auch von der mütterlichen Linie her sei es in den regionalen Häuptlingsfamilien verwurzelt, gleichzeitig aber auch mit diesen Adelsgeschlechtern „vermählt und verwandt gewesen“. Als Beispiele nannte er folgende Adelsgeschlechter: von Südenburg, Aldringa von Nesse, Tjarkena (Burg Osterhusen), Aldersna (Lintel bei Norden), von Hatzum (bei Emden) und Loringa (aus Norden).
Stammsitz des Ahnherrn Ihmel wurde um 1400 die Burg Osterwichte, die – wie der Name schon andeutet – östlich von Wichte stand. Aus Ihmel von Lintel wurde Ihmel tho Wicht(e) und Lintel.

### Burg Osterwichte

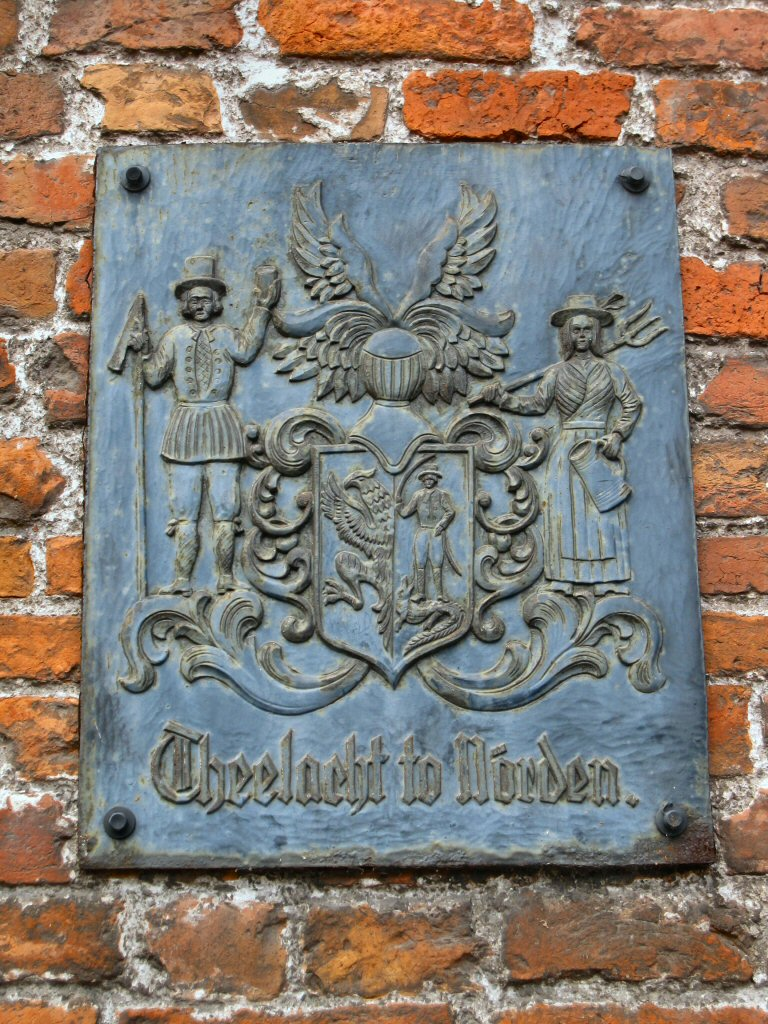
Tafel am Alten Rathaus zu Norden, dem Sitz der Theelacht

In Wichte befand sich seit Ende der frühgeschichtlichen Zeit einer von acht sogenannten Uthöfen, die als Außenstationen der Norder Theelacht zwischen Bargebur und Arle auf der Geest errichtet worden waren und über die die Theellande, die sich bis in die Gegenwart hinein in der dem Geestrücken vorgelagerten Marsch befinden, bearbeitet und verwaltet wurden. Die Frage, ob Ihmel, der Ahnherr derer von Wicht, einen bestehenden Uthof zur Burg ausbaute oder in der Nähe ein neues befestigtes Gebäude errichtete, kann aufgrund der Quellenlage nicht beantwortet werden. Als sicher gilt aber, dass es sich bei dem von dem Norder Edelmann um 1400 bezogenen Wohnsitz um die östlich des Dorfes Wichte gelegene Burg Osterwichte (siehe Ausschnitt der Ubbo-Emmius-Karte von 1600!) gehandelt hat. Sie wird in der östlich von Blandorf-Wichte gelegenen Gemarkung Westerende vermutet.

Wichte und Osterwichte auf der Ostfriesland-Karte von Ubbo Emmius (ca. 1600)

Matthias von Wicht (1751–1824) nahm an, die Burg Osterwichte sei bereits um 1410 zerstört worden. Foelke Kampana, Ehefrau des Häuptlings Ocko I. tom Brok und wegen ihrer legendären Grausamkeit auch Quade Foelke (= Böse Foelke) genannt, hätte bei einem Heerzug gegen ihren Schwiegersohn, dem Nessmer Häuptling Lütet Attena, die befestigte Wohnstätte dem Erdboden gleichgemacht. Andere Quellen berichten davon, dass die Burg Osterwichte erst während der Sächsischen Fehde um 1514 niedergebrannt worden sei. Burgherr Hayo Hiccen tho Wichte, Urenkel des Ahnherrn Ihmel, hätte als Drost zwar erfolgreich die Berumer Burg gegen den Esenser Häuptling Hero Omken verteidigen können, musste aber hinnehmen, dass derselbe nur kurze Zeit später seinen Wichter Stammsitz vernichtete. Dass es auch noch um 1581 eine adlige „Behausung zu Wicht“ gegeben hat, belegt eine Urkunde, die vom 27. Oktober des genannten Jahres stammt und in Wichte ausgefertigt wurde. Sie besiegelte einen „Compromiß zwischen Habbo Aldinga, Enno v. Nesse und Otto Iderhoff“. Bei dem in der Urkunde erwähnten Enno von Nesse handelt es sich um den 1599 verstorbenen Enno Aldringa von Nesse, der in verschiedenen Ahnentafeln als „Herr zu Wichte“ bezeichnet wird. Seine Tochter nannte sich Enna Aldringa von Nesse zu Wichte. Sie verstarb 1652 im „Haus Wichte“. Ihr Wichter Familienbesitz ging an ihren Ehemann Eberhard von Mahrenholz († 1633) über, der sich nach ihrem Tod als „Erbgesessener auf Burg Wichte“ bezeichnete. Die gemeinsame Tochter Catharina Sophia von Mahrenholz wurde noch im „Haus Wichte“, einem „burgartigen Gebäude mit umfangreichem Landbesitz“, geboren. Diese Belege lassen vermuten, dass der Stammsitz der Familie von Wicht trotz mancher zerstörerischer Aktionen im Laufe ihrer Geschichte noch mindestens bis in die zweite Hälfte des 17. Jahrhunderts existierte.

### Ahnentafel 1400 bis 1937
Die folgende Aufstellung orientiert sich – sofern nicht anders vermerkt – an den Angaben von Enno Johann Heinrich Tiaden, Hermann v. Wicht und Karl Leiner.
Ihmel tho Wicht(e) und Lintel
Sohn einer Norder Häuptlingsfamilie; geboren in der 2. Hälfte des 14. Jahrhunderts in Lintel bei Norden (?); Ahnherr der Familie von Wicht, Begründer des ursprünglichen Stammsitzes Burg Osterwichte
Iphtet Imelen tho Wicht(e)
Sohn Ihmels; verheiratet mit Icka Aldringa von Nesse; geboren Anfang des 15. Jahrhunderts in Wichte (?)
Hicco Iphtena tho Wicht(e) und Lintel
Sohn Iphtets; verheiratet mit Jeveste von Hatzum; geboren in der ersten Hälfte des 15. Jahrhunderts in Wichte (?)
Hayo Hiccen tho Wicht(e) und Lintel
Sohn Hiccos; verheiratet mit Adda Aldersna von Lintel; geboren in der zweiten Hälfte des 15. Jahrhunderts in Wichte (?); Drost des Grafen Edzard I. mit Sitz in Berum; verteidigte 1514 erfolgreich die Berumer Burg in der Sächsischen Fehde.

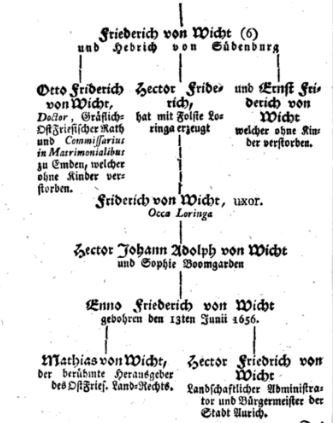
Ausschnitt aus dem Stammbaum der Familie von Wicht (nach Enno Johann Heinrich Tiaden)

Friedrich Hayen von Wicht (auch Frederick Hayen tho Wicht genannt)
Sohn Hayos; verheiratet mit Hebrig von Südenburg; geboren in der 1. Hälfte des 16. Jahrhunderts; verstorben am 2. September 1559 in Norden; war Amtmann und Bürgermeister in Norden. Sein Grabstein, der sich noch heute in der Norder Ludgeri-Kirche befindet, trägt die Aufschrift WOLGELOVET DE FLYCT NYCHT und zeigt das Wappen derer von Wicht. Friedrich Hayen hatte drei Söhne, die in der Geschichte Ostfrieslands Bedeutung erlangt haben. Neben dem nachfolgenden Stammhalter waren dies Otto Friedrich von Wicht sowie Ernst Friedrich von Wicht.
Ernst Friedrichs; geboren 1548; verstorben 1602(?); Historiker. Bekannt geworden ist er vor allem als Verfasser der in Norden 1602 erschienenen Annales Frisiae.
Otto Friedrichs; geboren 1552; verstorben nach 1621(?); kinderlos; war Doktor, Gräflich-Ostfriesischer Rat und Kommissar für Eheangelegenheiten. Herrmann Mesander widmete ihm ein lateinisches Gedicht (siehe Abschnitt Wappen!).
Hicco Friedrichs von Wicht (auch Hector Friedrichs von Wicht genannt)
Sohn Friedrichs; verheiratet mit Folxta Loringa; geboren 1546 in Norden; verstorben 1624 ebenda; Doktor jus. utr.; Landrichter, Gräflich-Ostfriesischer Rat, Bürgermeister zu Emden, später zu Norden, wo er auch das Amt des Drosten bekleidete. Als Mitglied der Norder Theelacht legte er im Zusammenhang einer gerichtlichen Auseinandersetzung die erste schriftliche Fassung des Theelrechts, die Consuetudines Theelachticae, vor.
Friedrich Friedrichs von Wicht (auch Hector Friedrichs von Wicht genannt)
Sohn Hicco Friedrichs`; verheiratet mit Betka Loringa; geboren in der ersten Hälfte des 17. Jahrhunderts; verstorben 1636
Hector Johann Adolph Friedrichs von Wicht
Sohn Hicco Friedrichs´; verheiratet mit Sophia Christina Boomgarden; geboren 1630 in Norden; verstorben ? - Commissar am Ehegericht in Wittmund. Er verfasste eine von Wicht´sche Familiengenealogie, bei der sich unter anderem die gemalten Wappen der Norder Altgeschlechter Pipinga, Aldersna, Süderburg und Bewingaborch befinden.
Enno Friedrichs von Wicht
Sohn Hector Johanns; verheiratet mit Anna Catharina Fabricius; geboren am 13. Juni 1656 in Norden; verstorben am 13. September 1720; Advokat und später Prokurator am Hofgericht in Aurich; lutherischer Pietist.
Seine älteste Tochter Frouwa Christina von Wicht (1689–1777) verehelichte sich mit dem aus Pommern zugewanderten und in Buttforde amtierenden Pastor Daniel Kempe (1678–1771) und wurde zur Stammmutter der im Ostfriesischen weit verzweigten Familie Kempe. Sie verstarb auf der Pewsumer Manningaburg, Sitz ihres Enkels, des Amtsvorstehers Daniel Kempe.
Hector Friedrichs von Wicht
Sohn Enno Friedrichs´; verheiratet mit Juliane Christine Harms; geboren am 9. Januar 1697 in Aurich; verstorben am 30. Oktober 1768; Bürgermeister zu Aurich
Jacob Hermann von Wicht (d. Ä.)
Sohn Hector Friedrichs´; verheiratet mit Rebecca Juliane von Wicht; geboren am 24. Juli 1743 in Aurich; verstorben am 18. Januar 1819; Oberlandesgerichtsrat
Jacob Hermann von Wicht(d. J.)
Sohn Jacob Hermanns; verheiratet mit Theda Maria Wilhelmine von Halem; geboren am 18. Juni 1786 in Aurich; verstorben am 30. Januar 1821; Regierungssekretär
Gottfried Hermann Anton von Wicht
Sohn Jacob Hermanns d. J.; verheiratet mit Auguste Henriette Ruschmann; geboren 3. April 1814 in Esens; verstorben 9. November 1889; Pastor und Schulrektor
Alfried Anton Melchior von Wicht
Sohn Gottfried Hermanns; verheiratet mit Adele Strohmeyer; geboren 3. Dezember 1849 in Dornum; verstorben 20. April 1906; Pastor in Kirchhatten und Malente
Hermann von Wicht
Sohn Alfried Antons; geboren am 21. Oktober 1879 in Kirchhatten; verstorben am 3. Januar 1942 in Berlin-Lankwitz; Theologe und Chronist der Familie von Wicht
1937 schrieb Hermann von Wicht in seinem Aufsatz Der Weg der Familie v. Wicht die Jahrhunderte […]: „Die jüngste Generation [des Adelsgeschlechts von Wicht] blüht in neun männlichen Trägern des alten Namens.“

## Wappen
Das Wappen der Adelsfamilie von Wicht zeigt in Schwarz drei gespaltene Lilien, deren Schnittfläche sich rechts befindet. Der Helm ist gekrönt. Als Helmzier dient eine goldene Lilie. In Siebmachers Wappenbuch heißt es:

„„Wicht: Häuptlingsgeschlecht aus Wicht bei Berum, welches bereits mit Imel v. W. Anfang des 14. saec. erscheint. Wappen (Tafel 264): In Schwarz 3 (2, 1) rechte Hälften gespaltener goldener Lilien. Helm: ganze goldene Lilie zwischen zwei silbernen Straussfedern.““

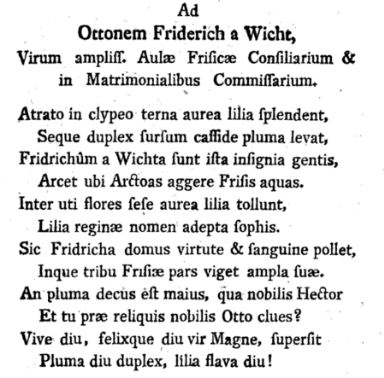
Lateinisches Gedicht zum Wicht'schen Familienwappen (Herrmann Mesander, zw. 1602 und 1624)

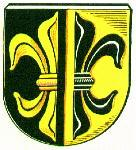
Wappen der ehemaligen Gemeinde Blandorf-Wichte

Der lutherische Norder Pastor Herrmann Mesander (1577–1640) beschrieb in einem lateinischen Gedicht, das er aus unbekannten Anlass Otto Friedrich von Wicht, dem „Ratgeber des friesischen Hofes und Beauftragten in Eheangelegenheiten“, widmete, das von Wicht´sche Familienwappen (siehe nebenstehende Kopie des Gedichts aus Enno Johann Heinrich Tiadens Das Gelehrte OstFriesland). Ins Deutsche übersetzt lauten die lateinischen Verse:
Für

Otto Friedrich von Wicht,

einen sehr bedeutenden Mann, Ratgeber des friesischen Hofes &

Beauftragter in Eheangelegenheiten

Auf schwarzem Schild strahlt dreifach die goldene Lilie

Und zweifach strebt am Helm die Feder nach oben.

Dies ist das Wappen des Geschlechts der Friedriche von Wicht,

Dort, wo Friesland mit Deich das nördliche Wasser abwehrt.

Wie sich unter den Blumen die goldenen Lilien erheben,

Lilien, die bei den Weisen den Namen Königin erlangt haben,

So ist stark das Friedrichshaus durch Tapferkeit und Geblüt,

Und sein Teil erblüht weithin im Stamm seines Frieslands.

Oder ist gar in der Feder die größere Zier, mit der der edle Hektor

Und du, edler Otto, vor den anderen bezeichnet wirst?

Leb lange, leb lange glücklich, großer Mann, es bleibe

Lange die doppelte Feder, lange die gelben Lilien!
Die erwähnten Farben und Symbole des Familienwappens finden sich auch in dem vom Münsteraner Heraldiker Ulf-Dietrich Korn 1962 geschaffenen Wappen. Es war das offizielle Wappen der bis 1972 selbständigen Gemeinde Blandorf-Wichte.

## Bekannte Träger des Namensvon Wicht
- Hermann von Wicht (1879–1942), evangelischer Theologe
- John von Wicht (eigentlich: Johannes von Wicht) (1888–1970), deutsch-US-amerikanischer Maler
- Betka Matsche-von Wicht, Kunstautorin